# Nagidusa cinescens
Nagidusa cinescens är en fjärilsart som beskrevs av William Schaus 1901. Nagidusa cinescens ingår i släktet Nagidusa och familjen tandspinnare. Inga underarter finns listade i Catalogue of Life.